# Kleť
Der Kleť (früher auch Plánská hora, deutsch Schöninger) ist mit 1083 m höchste Berg des Blanský les (Blansker Wald) in Tschechien. Der Berg liegt ca. 8 km nördlich der Stadt Český Krumlov  und ist ein beliebtes Ausflugsziel.
Der Kleť war früher wegen seines Wildreichtums ein bevorzugtes Jagdgebiet der Herrschaft Krumau. Joseph Johann Nepomuk zu Schwarzenberg regte die touristische Erschließung des Berges an und ließ zwischen 1822 und 1825 einen steinernen Aussichtsturm errichten, der ihm zu Ehren Fürst-Joseph-Turm genannt wurde. Vom ältesten steinernen Aussichtsturm Böhmens erkennt man bei Fernsicht die Alpen. Auf Initiative von Theresia zu Schwarzenberg entstand neben dem Turm eine Bergbaude, die Theresienhütte.
Vom Sender Kleť – einem 175 m hohen Sendemast – werden seit 1959 Fernsehprogramme und später auch Radioprogramme ausgestrahlt.
Auf dem Berg befinden sich zwei Amateurfunkrelais.
In Eigenleistung erbauten Astronomiefreunde zwischen 1958 und 1961 auf dem Kleť eine Sternwarte. Das in 1070 m Höhe befindliche Kleť-Observatorium ist das höchstgelegene Böhmens und besitzt das größte Linsenfernrohr Tschechiens. Der Asteroid (2199) Klet wurde sowohl nach dem Observatorium als auch nach dem Berg benannt.
Von der nordöstlich des Berges gelegenen und zur Gemeinde Holubov gehörigen Ortschaft Krasetín-Podluží führt seit 1961 ganzjährig ein Sessellift über eine Länge von 1783 m auf den Gipfel und überwindet dabei einen Höhenunterschied von 383 m.
Von Český Krumlov aus wird alljährlich der Kleť-Lauf gestartet. Im Winter wird der Berg für Abfahrtslauf genutzt.
An den Berghängen befinden sich Buchenwaldbestände, Teile des Berges wurde 1956 zu einem Naturreservat erklärt, das eine Fläche von 0,65 km² umfasst.